# ОШ „Мика Митровић” Богатић
ОШ „Мика Митровић” је основна школа која се налази у насељу Богатић, општина Богатић у улици Војводе Степе 4. Основана је 1824. године. У
саставу Основне школе раде и два издвојена одељења у којима се изводи настава од првог до четвртог разреда у Белотићу и Бановом Пољу.

## Опште информације
Основна школа се данас налази у згради израђеној на два спрата у центру варошице са својих двадесет кабинета и учионица.
И после 192 године од оснивања, она је највећа школа у општини Богатић. Након скоро два века израсла је у образовну установу чији наставници и сарадници прате савремене токове у образовању трудећи се као и учитељи некада да на најбољи начин пренесу своје знање и умење генерацијама ученика које долазе.
Обележавањем 192 године од оснивања наше школе идемо у сусрет јубилеју, 200 година постојања једне од најстаријих школа у Републици Србији.

## Историјат
Oсновна школа у Богатићу основана је 1824. године под покровитељством кнеза Милоша Обреновића и његовог брата Јеврема Обреновића, тадашњег управника Шабачке и Ваљевске нахије. О овоме постоје оскудни подаци које проналазимо у мемоарима Стојана Обрадовића и путописном делу Јоакима Вујића.
Богатић је у то време било село са 400 кућа, велико и многољудно, са црквом и школом. У порти велике цркве, која је била саграђена од дрвета, изграђена је основна школа. Према изворима била је то „великолетна школа на један спрат са више учионица у којој се могло обучавати до 100 ученика“.
Сама зграда је четрдесетих година 19. века била је истовремено и школа и среска канцеларија. Постојећа школска зграда
саграђена је 1968. год. и од тада је кроз њене учионице и ходнике прошло преко 30.000 ученика. Више од две трећине запослених су
бивши ђаци ове школе.

## Галерија
- Подручно оделење у Бановом Пољу
- Подручно оделење у Белотићу